# Assault Suit Leynos
Az Assault Suit Leynos (重装機兵レイノス; Hepburn: Jūsō Kihei Reinosu) vagy észak-amerikai címén Target Earth run and gun videójáték, az Assault Suits sorozat első tagja, melyet a Masaya fejlesztett és jelentetett meg 1990-ben Sega Mega Drive konzolra. A játékot 2007-ben a Wii Virtual Console platformon is újra-megjelentették, míg 2015-ben PlayStation 4 konzolra egy teljes újragondolást adtak ki, melyet 2016-ban egy Microsoft Windows-átirat követett.
Az Assault Suit Leynos a shooterekhez viszonyítva alaposan kidolgozott története, a Szuzuki Takajuki által szerzett zenéje, a fejlett parallax-hatásai, a jutalmazási mechanikája és a rendkívül kemény nehézsége révén ismert. A játék folytatása, az Assault Suit Leynos 2 1997-ben jelent meg Mega Mega Drive platformra, kizárólag Japánban.

## Cselekmény
2201-ben az emberiség új technológiáknak hála az űr bármely pontján képesek a létfenntartásra. Az Assault Suit Leynos története a Föld és kolóniái, illetve az űr távolabbi pontjairól visszatérő Chron nevű kiborghadsereg közötti háborúval indít. A játék korai szakaszában a kibernetikai ellenfelek természete és célja ismeretlen, azonban később kiderül, hogy a Chron egy a földiek által száz évvel a játék kezdete előtt útjára indított sikertelen űrexpedíció túlélői.
A Földet a Földvédelmi-liga nevű szervezet védelmezi, a védekező mozgalom magját a rohamruhák (Assault Suits) névre keresztelt, tizenkét láb magas páncélozott harci gépek alkotják. A csata a Jupiter legnagyobb holdján, a Ganümédészen kezdődik, azonban az űrre, a Földre és az ellenséges előretolt állások belsejébe is továbbterjed.

## Játékmenet
A játék legtöbb játékmechanikai eleme a hasonló horizontális shootereket idézi, melyeket mérsékeltebb platformelemekkel tarkítanak. A játék teljesítménye befolyással van arra, hogy milyen fegyverek, páncél és kiegészítők nyílnak meg a következő pályára. Az Assault Suit Leynosban 14 fegyver van, mely az 1990-es évek akciójátékaihoz viszonyítva igen soknak számított. A fejlesztők a fegyverek széleskörű választékával az újrajátszhatóságot akarták növelni, hiszen így arra biztatják a játékosokat, hogy különböző módokat találjanak az ellenfelek megsemmisítésére. A játékban összesen 8 pálya van.
A játék eredeti változatának észak-amerikai változatát cenzúrázták: kivágtak egy jelenetet a harmadik pályán, melyben a játékos egyik hátrahagyott bajtársa halálra ég az atmoszférában, viszont ellentmondásosan azt a jelenetet pedig bennhagyták, amikor a játékos szereplőjével történik ugyanez.